# Otranto
Otranto je město v Itálii na poloostrově Salento. Patří k provincii Lecce v kraji Apulie. Žije zde přibližně 5 600 obyvatel. Otranto je nejvýchodnějším městem Itálie a od Albánie je odděleno Otrantským průlivem, širokým okolo 80 km. Je také sídlem Otrantské arcidiecéze, pro svou polohu bývá nazýváno „brána Orientu“. 
Město založili Řekové pod názvem Ὑδροῦς, což se v římských dobách polatinštilo na Hydruntum. Ve středověku bylo součástí Byzantské říše a většina obyvatel mluvila řecky, žila zde také významná židovská komunita. V roce 1480 Otranto dobyli Turci, které vedl Gedik Ahmed Paša, a povraždili okolo osmi set místních obyvatel, kteří odmítli přijmout islám. Oběti byly roku 2013 kanonizovány jako mučedníci z Otranta. O strategický přístav se bojovalo za napoleonských válek, za první světové války i druhé světové války. Dne 28. března 1997 se nedaleko města potopila albánská loď Kateri i Radës a zahynulo okolo osmdesáti osob.
Otranto je členem sdružení historických měst I borghi più belli d’Italia. Významnou památkou je Otrantská katedrála zasvěcená Zvěstování Panny Marie, postavená v období normanské nadvlády a vysvěcená roku 1088. V katedrále se nachází největší mozaiková dlažba v Itálii. Za pozornost stojí rovněž pevnost Aragonců z konce 15. století, Chiesa di San Pietro, která je jediným dochovaným chrámem z byzantských dob na Apeninském poloostrově, a nedaleký klášter San Nicola di Casole. Oblíbenými výletními cíli v okolí jsou maják Faro di Punta Palascia, bauxitové jezírko a jeskyně Grotta Romanelli, nachází se zde také řada pláží. Podnebí je středozemní.
Město proslavil gotický román Horace Walpolea Otrantský zámek z roku 1764, známý i z filmového zpracování Jana Švankmajera.